# Lycochoriolaus aurifer
Lycochoriolaus aurifer är en skalbaggsart som först beskrevs av Linsley 1970.  Lycochoriolaus aurifer ingår i släktet Lycochoriolaus och familjen långhorningar. Inga underarter finns listade i Catalogue of Life.